# Piotr Krawczyk (ur. 1994)
Piotr Krawczyk (ur. 29 grudnia 1994 w Siedlcach) – polski piłkarz występujący na pozycji napastnika. Od 2024 w polskim klubie Wisła Płock. Wychowanek Naprzódu Skórzec.

## Kariera
Karierę piłkarską rozpoczynał w lokalnym klubie Naprzód Skórzec. W wieku 19 lat na jego transfer zdecydował się klub Pogoń Siedlce. W 2016 roku został wypożyczony do nowodworskiego Świtu. W 2018 roku na jego wypożyczenie zdecydował się klub Orlęta Radzyń Podlaski. Po zakończeniu kontraktu z Pogonią związał się z wówczas trzecioligową Legionovią Legionowo. Po bardzo dobrym sezonie 18/19 wraz z końcem kontraktu w swoim ówczesnym klubie został zawodnikiem ekstraklasowego Górnika Zabrze.

## Życie prywatne
Ma dwóch braci którzy również są piłkarzami, młodszego Sebastiana byłego zawodnikiem Pogoni Siedlce, który obecnie jest zawieszony za doping oraz Pawła który od wielu lat gra na pozycji bramkarza w rodzimym klubie Naprzód Skórzec.